# Балаковская епархия
Балако́вская епа́рхия — епархияРусской православной церкви, объединяющая приходы и монастыри в северо-восточной части Саратовской области (в границах Балаковского, Духовницкого, Ивантеевского, Краснопартизанского, Марксовского, Перелюбского и Пугачёвского районов). Входит в состав Саратовской митрополии.

## История
Балаковская епархия была образована 24 марта 2022 года решением Священного Синода путем выделения из Покровской епархии с кафедральным собором в городе Балаково и вторым кафедральным центром в городе Пугачёв, именовавшемся до 1918 года Николаевск.
24 марта 2022 года Балаковская епархия была включена в состав Саратовской митрополии.
Епископом Балаковским и Николаевским назначен клирик Саратовской епархии игумен Варфоломей (Денисов).

## Епископы
- Варфоломей (Денисов)[3] (с 24 марта 2022)

## Благочиния
- Андреевское благочиние — протоиерей Валерий Генсицкий
- Балаковское благочиние — архимандрит Амвросий (Волков)
- Николаевское благочиние — протоиерей Владимир Растопшин

## Монастыри
Действующие:
- Иргизский Нижне-Воскресенский монастырь (мужской; село Криволучье-Сура, Балаковский район)
- Свято-Никольский монастырь (женский; посёлок Монастырский, Пугачевский район)

Недействующие:
- Верхний Спасо-Преображенский монастырь (мужской; Пугачёв)